# Ronny Kockel
Ronny Kockel (* 16. Dezember 1975 in Räckelwitz) ist ein deutscher Fußballtrainer und ehemaliger Torwart. Er arbeitete als Co-Trainer neben Eric van der Luer und war Cheftrainer der U19 beim KFC Uerdingen 05 bis Ende 2013.

## Spielerkarriere
Neben zahlreichen Stationen in Baden-Württembergs Amateurfußball stand Kockel 2001/02 für die Stuttgarter Kickers in der Regionalliga Süd 19-mal im Tor, 2004/05 hütete er 25-mal das Tor der in der Regionalliga Nord antretenden zweiten Mannschaft von Arminia Bielefeld. Er war in jener Saison auch im Profikader des Vereins, allerdings ohne ein Bundesligaspiel zu bestreiten. In der folgenden Saison ging er zum ersten Mal ins Ausland und unterschrieb einen Vertrag beim zyprischen Erstligisten Olympiakos Nikosia. Nach einem Jahr dort ging er zurück nach Deutschland, zu Eintracht Trier in die Oberliga Südwest.
Im Januar 2008 wurde Kockel der erste deutsche Fußballprofi im Iran. Nach einem halben Jahr bei Paykan Teheran musste er im Sommer den Verein wieder verlassen, nachdem ein später wieder aufgehobenes Gesetz verabschiedet wurde, wonach in der Iranian Pro League kein ausländischer Torwart spielen darf.
Nach einem halben Jahr Vereinslosigkeit unterschrieb Kockel im Februar 2009 einen Kontrakt beim Oberligisten VfR Mannheim. Zur Saison 2009/10 wechselte er zum damaligen Niederrheinligisten KFC Uerdingen 05 und unterschrieb einen Zweijahresvertrag. Ab Dezember 2009 arbeitete er zusätzlich im Marketing-Bereich des KFC. Seitdem er im Frühjahr 2011 nur noch auf der Ersatzbank saß, spielte Kockel auch in der zweiten Mannschaft des KFC Uerdingen. In seinem ersten Spiel für das Team erzielte Kockel, der als Feldspieler eingesetzt wurde, zwei Tore (Endstand: 2:2).

## Trainerkarriere
Im Mai 2012 wurde Kockel zusammen mit Erhan Albayrak als neuer Cheftrainer in Uerdingen vorgestellt und ersetzte damit Jörg Jung. Er war außerdem Cheftrainer der U19 des KFC Uerdingen seit der Saison 2011/2012.
Kockel arbeitete in der Saison 2012/13 an der Seite von Eric van der Luer als Co-Trainer beim KFC Uerdingen 05. Sein Arbeitsvertrag endet dort offiziell zum 31. Januar 2014. Von November 2015 bis Sommer 2017 trainierte Ronny Kockel den Landesligisten DJK Teutonia St. Tönis. Im März 2018 übernahm er die U19 des VfR Fischeln. Seit November 2022 ist Ronny Kockel auch Trainer der 1. Mannschaft des VfR Fischeln.

## Statistik
| Liga               | Spiele (Tore) |
| ------------------ | ------------- |
| Regionalliga       | 44 (0)        |
| Iranian Pro League | 08 (0)        |
| Wettbewerb         |               |
| DFB-Pokal          | 01 (0)        |